# Patrulla 03
Patrulla 03 (Patrouille 03 en V.O.) es una serie de animación coproducida entre Francia, Canadá, Luxemburgo y Alemania.
Fue creada en 1998 por Christophe Izard y dirigida por Alain Sion y emitida originalmente por Télétoon (en Canadá) y France 3 (en Francia).

## Argumento
La serie está ambientada en la localidad ficticia de Los Diablos, cuyo alcalde, Alexandre Morsa contrata a tres nuevos reclutas (Shorty, Carmen y Wilfried) para el cuerpo de policía con el objetivo de vigilar a Pamela Bondani, jefa de policía y de quien sospecha pretende hacerse con su puesto en la alcaldía a toda costa.

## Reparto[1]
- Sébastien Desjours es Shorty
- Laurence Saquet es Carmen
- ¿? es Wilfried
- Mathieu Buscatto es Snap
- Françoise Pavy es Pamela Bondani
- Vincent Violette es Profesor Molo
- Alain Flick es Rhino
- Jean-François Kopf es Alexandre Morsa